# Opistophthalmus haackei
Espèce
Synonymes
- Opistophthalmus gigas haackei Lawrence, 1966

Opistophthalmus haackei est une espèce de scorpions de la famille des Scorpionidae.

## Distribution
Cette espèce se rencontre en Namibie au ǁKaras et en Afrique du Sud au Cap-du-Nord,.

## Description
Le tronc du mâle holotype mesure 44,5 mm et la queue 46 mm.

## Systématique et taxinomie
Cette espèce a été décrite sous le protonyme Opistophthalmus gigas haackei par Lawrence en 1966. Elle est élevée au rang d'espèce par Lamoral en 1979.

## Étymologie
Cette espèce est nommée en l'honneur de Wulf Dietrich Haacke.

## Publication originale
- Lawrence, 1966 : New and little known scorpions and solifuges from the Namib Desert and South West Africa. Scientific Papers Namib Desert Research Station, no 29, p. 1-11 (texte intégral).